# Anceo
En la mitología griega, hay al menos dos personajes llamados Anceo (Ἀγκαῖος / Ankaĩos): 
- Anceo de Arcadia: Hijo de Licurgo, rey de la Arcadia y padre de Agapenor. Anceo de Arcadia participó en la caza del Jabalí de Calidón, y se cree que falleció en su transcurso.

- Anceo de Samos: hijo de Poseidón y de Astipalea, hermano de Eurípilo de Cos y padre de Agapenor. La facultad más reconocida de este Anceo era la fuerza: se lo colocaba después de Heracles como el más fuerte de Grecia. Anceo fue uno de los hombres que navegaron con Jasón y los argonautas, y fue el piloto de la nave Argo tras la muerte de Tifis.